# Pražská brána (Hradec Králové)
Pražská brána je jednou ze zaniklých městských bran v Hradci Králové.
Jednalo se o cihlovou stavbu, kterou bylo možné vejít do města ze západní strany, tedy ve směru od Prahy, v dnešní ulici V Kopečku. Vznikla jako první z městských bran, a proto byla v době vzniku druhé (Mýtské/Slezské) brány nazývána Starou branou.
K bráně a jejímu přebraní přiléhal důstojnický dům, který stále stojí, díky čemuž je zřejmá přesná poloha brány.

## Historie

### Vznik gotické brány
Vznik brány je datován do období po 24. dubnu 1321. Tehdy totiž český král Jan Lucemburský osvobodil obyvatele Hradce Králové na 7 let od placení úroků i berní, aby mohli opravit a vylepšit právě městské opevnění, a postavit brány a obranné věže.
Finance na opravu hradeb zajistil i Karel IV., který roku 1364 udělili městu celní výsadu. Na opravu opevnění se používalo vybrané clo v hodnotě dva haléře z velkého vozu a jeden haléř z malého vozu při vjezdu i výjezdu z městských bran. V roce 1478 král Vladislav Jagellonský přidal městu privilegium na další výroční trh (ve středu po druhé neděli postní) s právem vybírat v branách mýto za projíždějící koně.
Průjezdní věž měla pět pater, přičemž průjezd a první patro byly klenuté. Na konci středověku vznikaly další pásy hradeb, a s tím vzniklo i předbraní, jehož podoba však není známa.

### Renesanční předbraní
V letech 1583–1585 bylo před gotickou bránu s vysokou věží postaveno nové reprezentativní renesanční předbraní, které symbolizovalo bohatství i duchovní význam města. Hlavní zásluhu na jejím vybudování měl primas Martin Cejp z Peclinovce. Finanční náklady pokrylo město, stavbu vedl Burian Gozzi, zvaný Burian Vlach, který rovněž postavil Bílou věž. Vznikla kulisová brána s patrovým obydlím pro branného. Při západním boku brány byl vystavěn dvojboký bastion.
Renesanční přebraní bylo bohatě až okázale zdobeno římsami, reliéfy, bosáží, sochařskými prvky (které byly dokonce pozlaceny a polychromovány) a čtyřmi štíty. Hlavní štít nesl dvoustrannou rakouskou orlici s latinským dedikačním nápisem na počest Rudolfa II.: „Divuo Rudolfo II. Romanorum Imperatore semper Augusto Hungariae Boemiae etc. Rege, Archi. Duce Austriae, Marchione Moraviae Clementer imperante Senatus Populusque Reginae Hradecensis Anno 1585 fieri fecit.“. Pod štítem byla deska s paprsky ozdobeným kalichem, který byl po roce 1620 odstraněn. Centrální část doplňovaly dva reliéfy s biblickými náměty: Kristus na kříži s postavami Panny Marie, sv. Jana a sv. Maří Magdaleny, resp. scéna z Getsemanské zahrady s modlícím se Ježíšem a u jeho nohou odpočívajícími jeho učedníci. Výjev doplňoval nápis: „Krew Pána našeho Ježíše Krista očišťuje nás od každého hříchu. I. Jan, 1. kap. w. 7.“
Na dalších postranních deskách byl vytesaný lev, pod nímž byl umístěn text: „Bůh láska jest a kdo přebýwá v lásce, v Bohu přebýwá a Bůh v něm. I. Jan, kap. 4., w. 16.“, vlevo bylo umístěno písmeno G a pod ním nápis: „Ochrana města záleží na swornosti, lásce, jednotě a wíře bez roztržitosti.“ Vedle hlavního štítu výzdobu doplňovaly tři menší štíty – na pravé straně jeden a na levé straně zbylé dva. V bráně byla dvoje vrata (větší a menší) a zdvihací most.

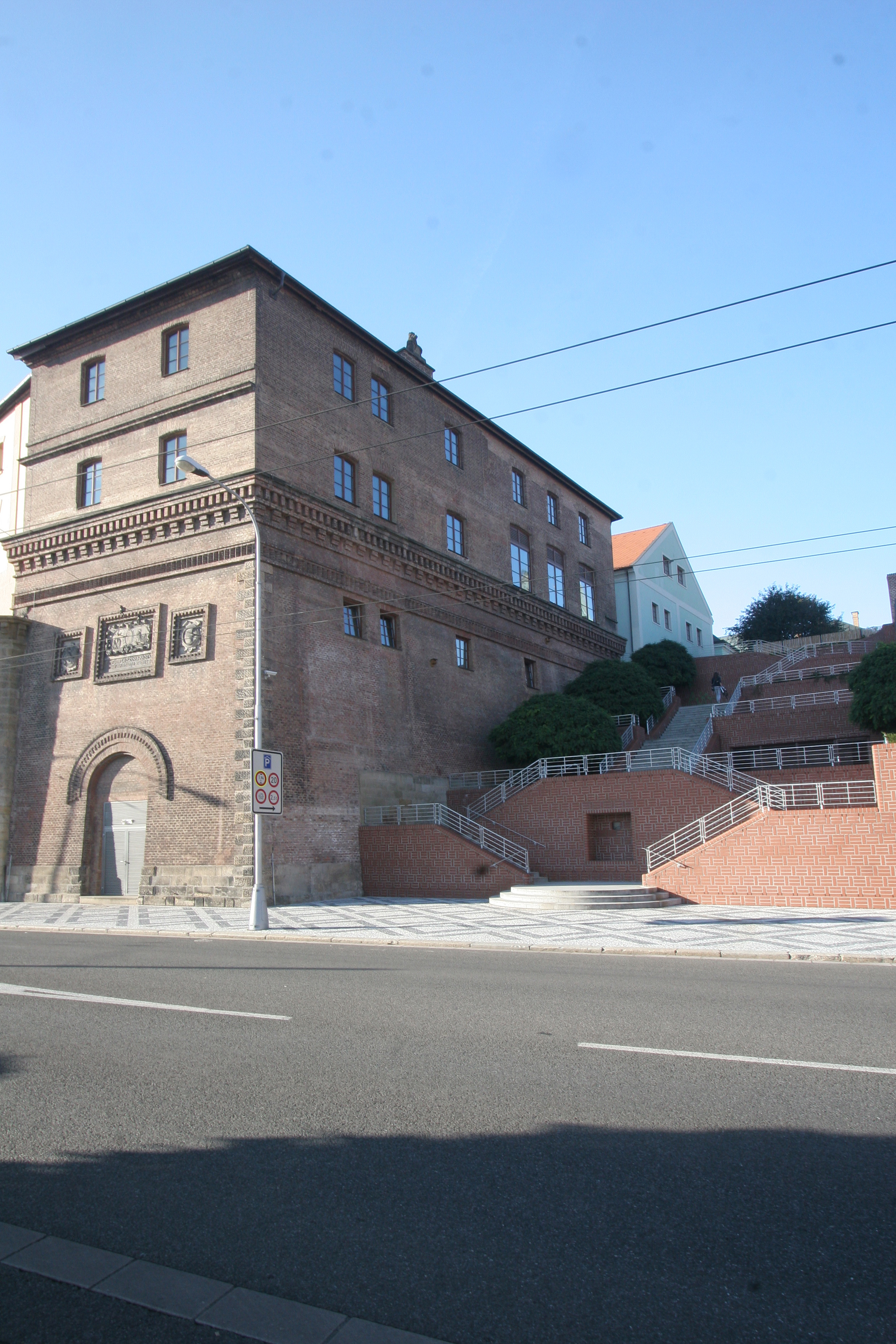
Budova pivovaru s přenesenými reliéfními deskami z Pražské brány

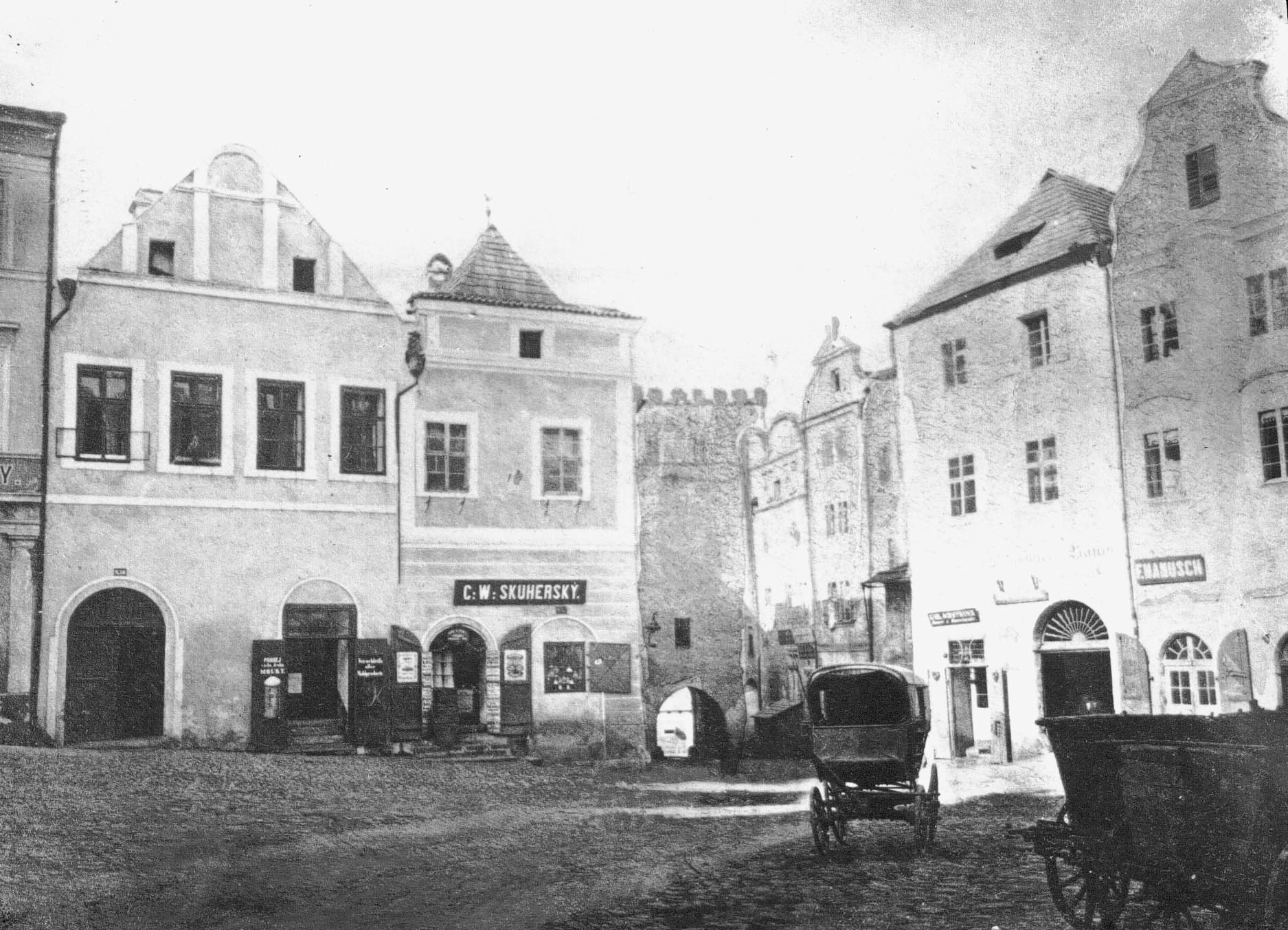
Ulice V Kopečku, vzadu Pražská brána

### Třicetiletá válka
Za třicetileté války, dne 20. února 1640, poté, co se švédští obránci města vzdali, byla brána rychle vyčištěna od trosek a zátarasů, aby jí mohli projet císařští vojáci. Z dopisu obyvatel města místodržícímu ze září 1640 je zřejmé, že stav městského opevnění (bran, mostů a hradeb) prý přímo ohrožoval kolemjdoucí. V roce 1770 chtěl velitel pevnosti využít pro zřízení vojenské věznice.

### Zánik brány
Při povodni v květnu 1846 sahala hladina vod z Labe a Orlice až k bráně. V roce 1850 byla původní gotická brána snížena (snesen původní viditelný krov) a doplněna cimbuřím. O dalších 25 let později (v roce 1875) byla gotická brána snesena celá. Již o dva roky dříve (1873) byla zbourána honosná renesanční brána (předbraní), která byla považována za jednu z nejkrásnějších renesančních bran v Čechách. Vzhledem k úzkému průjezdu totiž výrazně omezovala průchod mezi starým a moderním městem. Zachráněny byly pouze fragmenty sochařské výzdoby: tři reliéfní desky byly přeneseny a vsazeny do jižní zdi sklepů pivovaru (dnes budova krajského úřadu). Postranní dva štíty sice původně zůstaly při domě čp. 82 zachovány, ale při jeho demolici roku 1884 byly rovněž sundány. Některé kamenické ozdoby byly uloženy na dvoře obecního domu čp. 33 a později byly věnovány do muzea (Muzeum východních Čech).